# 2e bataillon de marche du Tonkin
Pour les articles homonymes, voir Bataillon de marche indochinois (homonymie) et 2e bataillon.
Le 2e bataillon de marche du Tonkin (2e BMT) est une unité militaire des troupes coloniales françaises, formée de tirailleurs tonkinois (en), servant au Levant de 1920 à 1922.

## Historique
Le 2e BMT, aussi appelé 2e bataillon de marche indochinois, 2e bataillon de marche tonkinois ou 2e bataillon de tirailleurs tonkinois, est formé en 1920 par prélèvement sur les quatre régiments de tirailleurs tonkinois d'Indochine. Débarqué à Beyrouth en août, il combat dans le territoire des Alaouites.
Le bataillon quitte le Levant pour la France en mars-avril 1922,. Son envoi au Maroc est projeté puis rejeté et le bataillon forme le 2e bataillon de chasseurs mitrailleurs à Grasse.